# Armando Testa
Armando Testa (Torino, 23 marzo 1917 – Torino, 20 marzo 1992) è stato un pubblicitario, disegnatore, animatore e pittore italiano.

## Biografia
Armando Testa è stato un noto disegnatore, cartonista e autore grafico e di testi per il settore della pubblicità. Ha fatto del minimalismo nel segno grafico e dell'immediatezza delle tag line le sue armi vincenti. L'agenzia pubblicitaria da lui creata,  il Gruppo Armando Testa, è ancor oggi fra le prime, per fatturato e attività, operanti in Italia.
Testa è stato avviato alla carriera artistica dal pittore astrattista Ezio D'Errico, conosciuto mentre frequentava la Scuola tipografica Vigliardi-Paravia. In particolare, fu lo stesso D'Errico che lo ha fatto avvicinare all'arte contemporanea.
Nel 1937 vince il primo concorso per manifesti con il cartellone per la ICI pubblicato su «Graphicus»; la sua attività professionale inizia tuttavia solo nel 1946, quando fonda a Torino il primo studio grafico, trasformato nel 1956 in agenzia pubblicitaria con Francesco e Lidia De Barberis.
Negli anni 50, parallelamente all'attività grafica, si occupa della realizzazione di spot pubblicitari per la televisione.
Nel 1960 vince il concorso per il manifesto delle Olimpiadi; nel 1968 riceve da Giulio Carlo Argan la medaglia d’oro del Ministero della Pubblica Istruzione per il suo contributo alle arti visive; nel 1970 vince la Biennale del manifesto di Varsavia e nel 1989 viene nominato “Honor laureate” dall’Università di Fort Collins in Colorado.
La sua a volte frenetica attività non trascura neppure l'aspetto sociale, portato avanti con campagne pubblicitarie di Amnesty International e della Croce Rossa Internazionale.
Fra le molteplici figure da lui ideate nel corso di una lunghissima carriera, degni di particolare menzione sono i famosi Caballero misterioso, pistolero argentino, e Carmencita, sua innamorata, protagonisti di un famoso Carosello televisivo per una marca di caffè della torinese Lavazza, in voga negli anni settanta.
Altre pubblicità alle quali Testa ha legato il suo nome - spesso di aziende della sua città, Torino - sono state quelle per il digestivo Antonetto, la birra Peroni, i televisori Philco, i cappelli Borsalino, l'abbigliamento Facis, l'olio Sasso, il Punt e Mes, la Pirelli, la carne in scatola Simmenthal, Saiwa, Citterio, Sanbitter, Esso, Galbani, i liquori della Martini & Rossi.

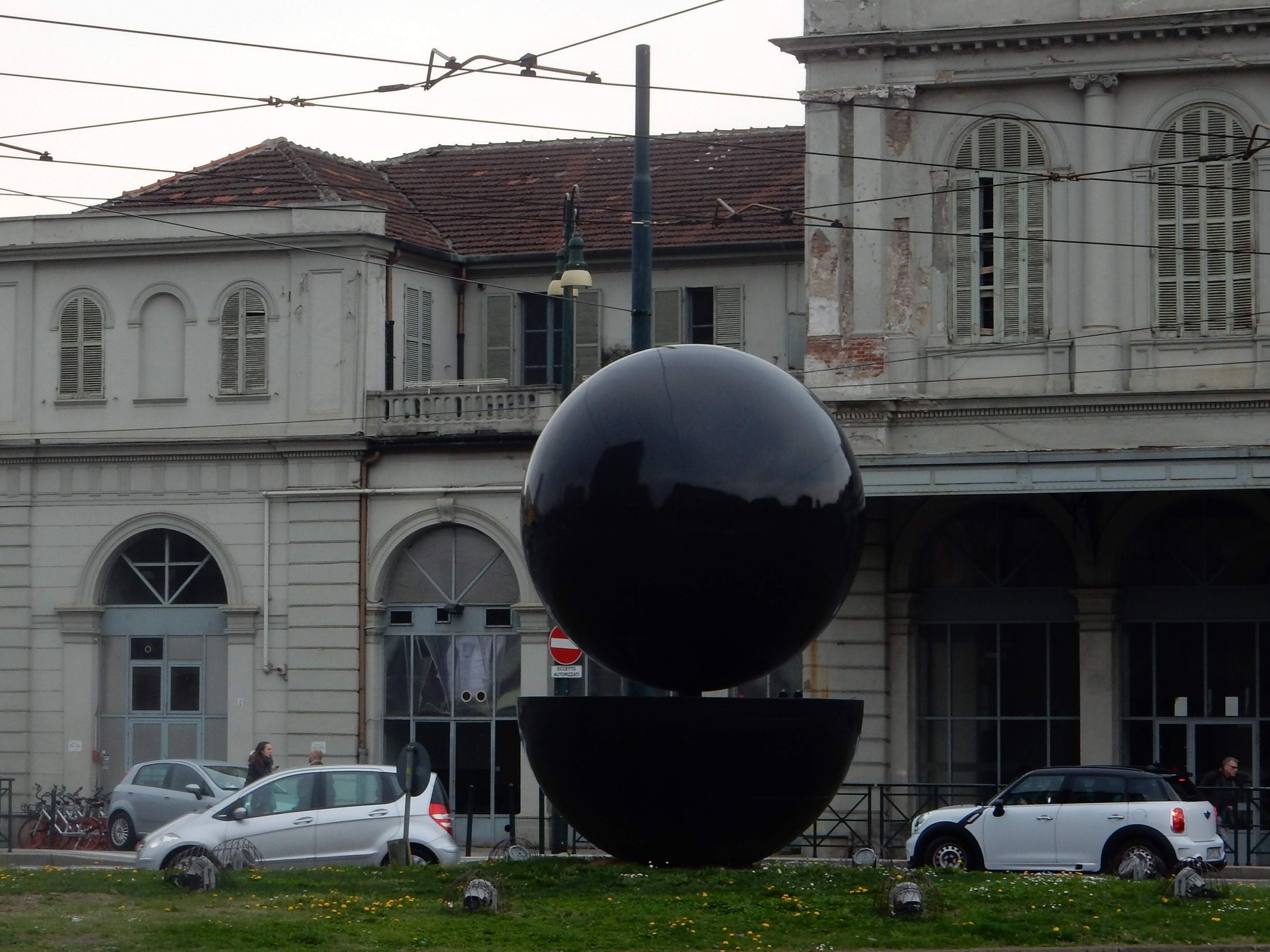
Scultura Punt e Mes a Torino, di fronte alla Stazione di Porta Susa del 1856.

Torino, città natale di Testa, ha dedicato all'artista nel 2001, al castello di Rivoli, una mostra commemorativa dal titolo Less is more, in onore al suo minimalismo.
Alla 66ª edizione della Mostra del Cinema di Venezia, nel settembre 2009, viene presentato fuori concorso un documentario biografico di 50 minuti dal titolo "Armando Testa - povero ma moderno" per la regia di Pappi Corsicato.
Il Centro Studi e Archivio della Comunicazione di Parma conserva un fondo dedicato ad Armando Testa, contenente schizzi, bozzetti, stampe tipografiche e litografiche, fotografie, stampati, locandine, dépliant, manifesti, serigrafie. Il materiale è stato donato dallo stesso Testa nel 1985 ed è oggi suddiviso in progetti relativi a campagne pubblicitarie e realizzazioni editoriali.
Nel 2015 il Gruppo ha donato a Torino l'opera Punt e Mes. La città, in segno di omaggio al pubblicitario torinese, ha quindi collocato la scultura al centro di Piazza XVIII Dicembre.

## Esperimenti sul Cibo

Stampa serigrafica a colori su seta bianca "Ritratto di giovane porco", Musei del cibo

Uno dei temi più frequenti della sua carriera è il cibo. Famose, ad esempio, le collaborazioni con aziende come Carpano, Lavazza, Simmenthal, Peroni, Perugina, e Sasso per cui realizza manifesti, tra cui i famosi “Punt e Mes” e il barattolo di Simmenthal che viene tagliato a metà; poi spot per il Carosello, come quelli per il caffè Paulista di Lavazza con gli indimenticabili Carmencita e Caballero o lo spot per l’olio Sasso.
Armando Testa, intorno alla metà degli anni 70, inizia a sperimentare con la tecnica del fotocolor e dà inizio a una ricerca personale, per cui l’artista decide di non pubblicizzare più un prodotto ma di creare una serie di cartoline d’auguri, innovative rispetto ai biglietti tradizionali perché in esse il soggetto rappresentato -il cibo- viene scomposto, analizzato e immerso, attraverso il fotomontaggio, in contesti anomali così da creare situazioni paradossali.

### Cartoline di Auguri

#### "La poltrona"
La più conosciuta è “La poltrona” opera realizzata nel 1978 e pubblicizzata su diverse riviste americana tra cui “Life”, si tratta di una poltrona ricoperta da fette di prosciutto crudo, di cui l’artista racconta:
“Quando ho realizzato la “Poltrona di prosciutto” ero veramente felice. Non solo perché era un’idea realmente originale, ma anche perché suntuosa: l’idea stessa di avvolgermi in doppio petto nel prosciutto era proprio fisicamente nuova”. 

#### "Invito al Party"
Risalgono invece al 1980 le opere “Invito al party”, “Tavolo con scarpine”: la prima rappresenta della mortadella piegata a formare una busta per lettere, la seconda raffigura un tavolo coperto da una tovaglia di mortadella accanto a un paio di scarpe con il tacco, riguardo alle quali Testa afferma:
“Quel grasso unto(…) di mortadella che mi aggredisce è una realtà nuova che mi piace… penso che senso, che spessore avrebbe se gli posassi sopra le mani…”.

#### "Televisione"
Sempre del 1980 è anche “Televisione” raffigurante un cubetto di formaggio appoggiato su una fetta di prosciutto che diventa un televisore a tubo catodico.

#### "Gli Amanti"
La cartolina “Gli Amanti” o “Due olive lussuriose” realizzata nel 1985 rappresenta due olive avvolte in una coperta di spaghetti comodamente appoggiate su due ravioli che fanno da cuscini, diventando in questo modo due amanti. 

#### "Saluti da Capri"
Nel 1988 Armando Testa realizza invece “Saluti da Capri” in cui due pezzi di parmigiano appoggiati su una superficie blu diventano i faraglioni dell’isola di Capri. 

#### "Espremiamoci di più"
Risale al 1991 infine “Espremiamoci di più”, titolo che attraverso un gioco di parole anticipa il soggetto dell’opera: due limoni tagliati in modo da simulare delle bocche che prendono così vita e sembrano dialogare tra loro, suscitando l’attenzione dell’osservatore.
Lo stile ironico e metamorfico di Testa, utilizzato nella grande maggioranza dei suoi lavori pubblicitari (non solo legati al cibo), si evolve e si estremizza con le sperimentazioni delle cartoline. La tecnica del fotomontaggio porta l’artista a sbizzarrirsi ancor di più in ciò che faceva già. Se per l’elefante della Pirelli, la cui faccia prendeva la forma e texture di un copertone, era necessario un grande lavoro di illustrazione; con l’elefante fatto di carote era possibile creare questa immagine semplicemente posizionando nel modo giusto tre carote e fotografandole dall’angolazione corretta, ottenendo così un'immagine simile ma con un significato completamente diverso.

### L'Agenzia Testa oggi e le loro campagne nella food industry

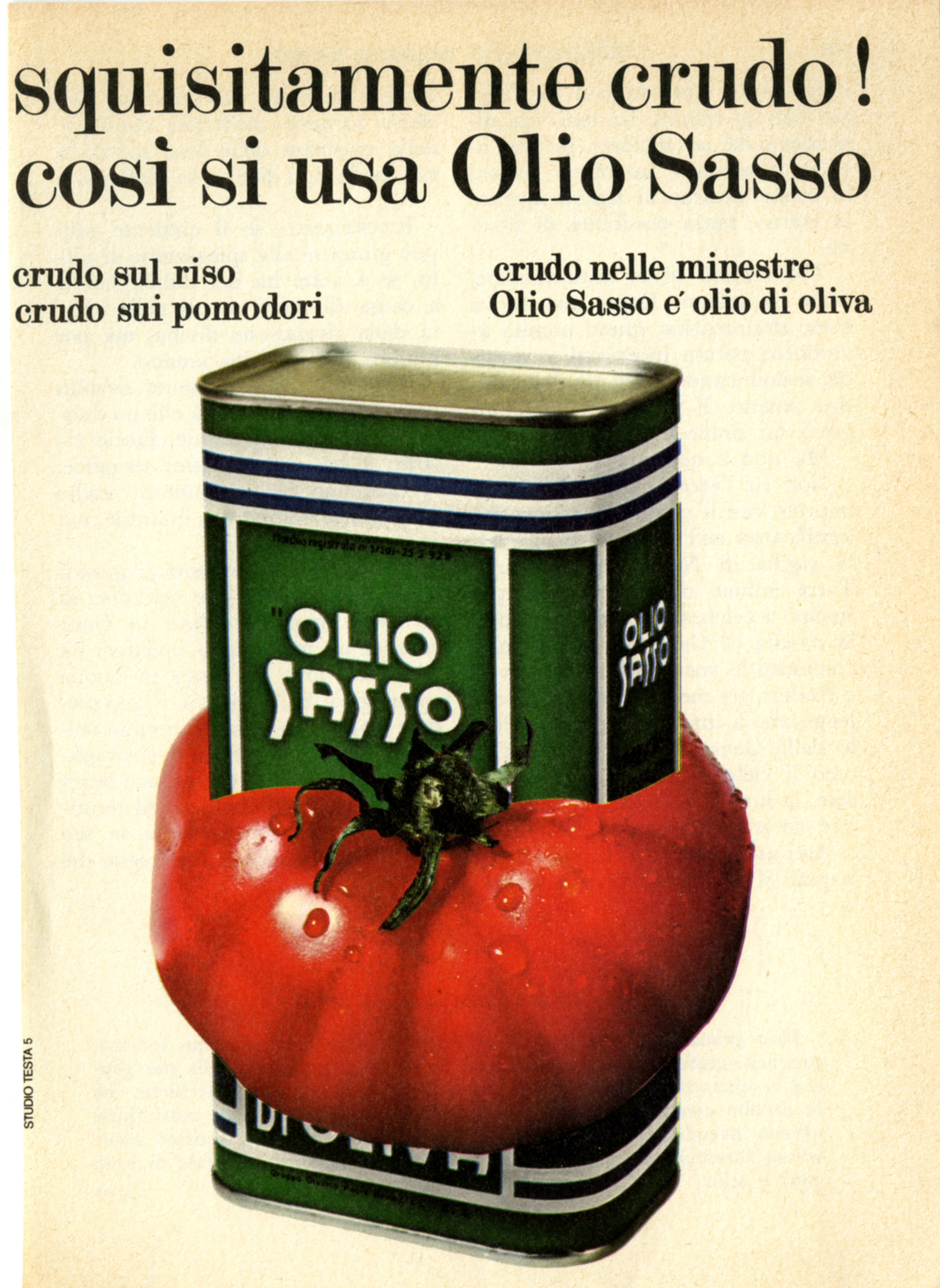
Agenzia Armando testa, Annuncio pubblicitario per l'Olio Sasso con lattina verde di olio d'oliva e grande pomodoro maturo, Musei del cibo

Questi esperimenti sono stati analizzati e presi come modello per delle pubblicità moderne dell’agenzia Testa. Diverse campagne dell’Esselunga presentano giochi di parole e richiami alla cultura pop. Basti pensare alla pubblicità per il Music Store dell’Esselunga, dove un limone con degli occhiali da sole rotondi diventa “John Lemon”. O ancora la pubblicità per promuovere l’applicazione dell’Esselunga in cui una mela con un cappello da mago si trasforma in “Mago Melino”.
Anche per Chiquita l’agenzia ha creato delle pubblicità con questo stile: come quella del “Like” in cui un casco di banane affiancato a una banana sbucciata diventa una mano che fa il gesto pollicione in su.
L’agenzia Testa è una delle più importanti agenzie di comunicazione in Italia e molte delle aziende che vi si affidarono negli anni ’50, tutt’oggi hanno campagne pubblicitarie create dallo studio di Armando. Lavazza, Citterio e Perugina sono le fedeli da tempo, ma si sono aggiunti anche nuovi marchi come Chiquita, Esselunga, Birra Moretti, Riso Gallo e Pan di Stelle che hanno scelto la visione moderna dello studio. Visione che Armando Testa stesso ha avuto circa quaranta anni prima del tempo dei social network, in cui l’ironia e il fotomontaggio sono la mossa vincente.